# Dolichocybaeus takasawaensis
Dolichocybaeus takasawaensis är en spindelart som beskrevs av Komatsu 1970. Dolichocybaeus takasawaensis ingår i släktet Dolichocybaeus och familjen vattenspindlar. Inga underarter finns listade i Catalogue of Life.